# Unione Sportiva Ravenna 1973-1974
Questa pagina raccoglie le informazioni riguardanti l'Unione Sportiva Ravenna nelle competizioni ufficiali della stagione 1973-1974.

## Stagione
Nella stagione 1973-1974 il Ravenna disputa il girone B del campionato di Serie C, con 34 punti ottiene il sedicesimo posto, vince il torneo la Sambenedettese con 54 punti che sale in Serie B, retrocedono in Serie D il Viareggio con 32 punti, l'Olbia con 31 punti ed il Prato con 20 punti.
Per questa stagione il Ravenna viene allenato da Gastone Bean e disputa tutto sommato una discreta stagione, rovinata da un disastroso finale che ha compromesso quanto di buono i giallorossi hanno saputo fare durante il girone di andata e le prime partite del ritorno. Il tonfo con sei sconfitte consecutive a cavallo tra marzo ed aprile sono anche costate la panchina a Gastone Bean, esonerato il 5 maggio dopo la sconfitta (1-0) di Livorno, e sostituito dall'ex giallorosso Dario Stolfa, 92 presenze tra il 1957 e il 1961, che riesce con tre vittorie nelle ultime tre giornate a raggiungere la salvezza. Nella Coppa Italia di Serie C il Ravenna vince il 13º girone superando Forlì e Adriese, ma si ferma nei sedicesimi di finale, estromesso nel doppio confronto dal Rimini di Natale Faccenda, seconda forza del campionato.

## Rosa
| N. |                   | Ruolo | Calciatore          |
| -- | ----------------- | ----- | ------------------- |
|    | Italia (bandiera) |       | Amadei              |
|    | Italia (bandiera) | D     | Attilio Andreoli    |
|    | Italia (bandiera) | A     | Walter Bacchilega   |
|    | Italia (bandiera) | P     | Giancarlo Bagnaresi |
|    | Italia (bandiera) | C     | Mario Baldassarri   |
|    | Italia (bandiera) | D     | Ennio Barizza       |
|    | Italia (bandiera) | P     | Renato Bellinelli   |
|    | Italia (bandiera) | A     | Paolo Bergamo       |
|    | Italia (bandiera) | D     | Claudio Ciani       |
|    | Italia (bandiera) | A     | Domenico Ciani      |
|    | Italia (bandiera) | D     | Giovanni Costantini |
|    | Italia (bandiera) | A     | Carmelo De Tommaso  |

| N. |                   | Ruolo | Calciatore        |
| -- | ----------------- | ----- | ----------------- |
|    | Italia (bandiera) | C     | Furio Flora       |
|    | Italia (bandiera) | A     | Walter Frisoni    |
|    | Italia (bandiera) | D     | Roberto Guzzo     |
|    | Italia (bandiera) | C     | Armando Marra     |
|    | Italia (bandiera) | C     | Odilio Moro       |
|    | Italia (bandiera) | A     | Roberto Ninni     |
|    | Italia (bandiera) | D     | Giorgio Olivieri  |
|    | Italia (bandiera) | C     | Gianni Regazzoni  |
|    | Italia (bandiera) | D     | Mario Ricci       |
|    | Italia (bandiera) | A     | Claudio Scrignoli |
|    | Italia (bandiera) | C     | Ugo Tomeazzi      |
|    | Italia (bandiera) | C     | Valdo Tumidei     |

## Risultati

### Serie C girone B

#### Girone di andata
| Arbitro: | Ambrosio (Napoli) |

|                          |           |  |
| Bergamo 12’ D. Ciani 21’ | Marcatori |  |

| Arbitro: | R. Lo Bello (Siracusa) |

|            |           |                |
| Biloni 11’ | Marcatori | 36’ Bacchilega |

| Arbitro: | Grassi (Savona) |

|                  |           |  |
| Ricci 51’ (rig.) | Marcatori |  |

| Arbitro: | Celli (Trieste) |

|                         |           |             |
| Ferrario 12’ Caputi 86’ | Marcatori | 12’ Bergamo |

| Ravenna 14 ottobre 1973 5ª giornata | Ravenna         | 0 – 0 | Massese | Stadio Bruno Benelli\| Arbitro: \| Mascia (Milano) \| |
| Arbitro:                            | Mascia (Milano) |       |         |                                                       |

| Arbitro: | Zanchetta (Treviso) |

|                                 |           |              |
| Gottardo 42’ Achilli 90’ (rig.) | Marcatori | 80’ D. Ciani |

| Ravenna 28 ottobre 1973 7ª giornata | Ravenna           | 0 – 0 | Rimini | Stadio Bruno Benelli\| Arbitro: \| Testuzza (Genova) \| |
| Arbitro:                            | Testuzza (Genova) |       |        |                                                         |

| Arbitro: | Romanetti (Messina) |

|          |           |  |
| Rosa 42’ | Marcatori |  |

| Arbitro: | Agate (Torino) |

|                                 |           |  |
| Braglia 77’ (rig.) Trevisan 79’ | Marcatori |  |

| Arbitro: | Prestigiovanni (Trapani) |

|           |           |  |
| Flora 16’ | Marcatori |  |

| Arbitro: | Casaburi (Napoli) |

|                        |           |  |
| Ninni 39’ Tomeazzi 83’ | Marcatori |  |

| Arbitro: | Tempio (Catania) |

|          |           |  |
| Cini 31’ | Marcatori |  |

| Arbitro: | Tonolini (Milano) |

|                    |           |             |
| Ferrari 49’ (rig.) | Marcatori | 63’ Frisoni |

| Arbitro: | Pieri (Genova) |

|                                   |           |                         |
| Gravante 27’, 69’ Matricciani 85’ | Marcatori | 56’ Bacchilega 60’ Moro |

| Arbitro: | Iseppi (San Donà di Piave) |

|  |           |                          |
|  | Marcatori | 7’ Bergamo 67’ Regazzoni |

| Arbitro: | Ambrosio (Napoli) |

|                       |           |                                    |
| Bergamo 79’ Ricci 89’ | Marcatori | 59’ Castronaro 70’ (rig.) Chimenti |

| Arbitro: | Lo Bello (Siracusa) |

|             |           |  |
| Zanotti 71’ | Marcatori |  |

| Arbitro: | Lops (Torino) |

|                 |           |                       |
| Lelj 54’ (aut.) | Marcatori | 69’ (rig.) Ciccotelli |

| Viareggio 27 gennaio 1974 19ª giornata | Viareggio       | 0 – 0 | Ravenna | Stadio dei Pini\| Arbitro: \| Grassi (Savona) \| |
| Arbitro:                               | Grassi (Savona) |       |         |                                                  |

#### Girone di ritorno
| Arbitro: | Morato (Venezia) |

|           |           |             |
| Minini 7’ | Marcatori | 89’ Frisoni |

| Ravenna 10 febbraio 1974 21ª giornata | Ravenna        | 0 – 0 | Spezia | Stadio Bruno Benelli\| Arbitro: \| Fiumara (Roma) \| |
| Arbitro:                              | Fiumara (Roma) |       |        |                                                      |

| Arbitro: | Romanetti (Messina) |

|                     |           |  |
| Galletti 52’ (rig.) | Marcatori |  |

| Arbitro: | Terpin (Trieste) |

|                          |           |  |
| Bergamo 3’ Regazzoni 43’ | Marcatori |  |

| Arbitro: | Scolari (Verona) |

|             |           |                    |
| Fichera 39’ | Marcatori | 89’ (rig.) Frisoni |

| Arbitro: | Rizza (Siracusa) |

|         |           |  |
| Moro 6’ | Marcatori |  |

| Rimini 24 marzo 1974 26ª giornata | Rimini          | 0 – 0 | Ravenna | Stadio Romeo Neri\| Arbitro: \| Mascia (Milano) \| |
| Arbitro:                          | Mascia (Milano) |       |         |                                                    |

| Arbitro: | Milan (Treviso) |

|                       |           |  |
| Bergamo 22’ Flora 67’ | Marcatori |  |

| Arbitro: | D'Astore (Lecce) |

|  |           |                   |
|  | Marcatori | 23’, 63’ Trevisan |

| Arbitro: | Vaccaro (Torino) |

|                     |           |  |
| Marongiu 42’ (rig.) | Marcatori |  |

| Arbitro: | Baldari (Roma) |

|                                                     |           |  |
| Idini 6’ (rig.) Marinu 13’ Morosi 20’, 61’ Pilo 39’ | Marcatori |  |

| Arbitro: | Laurenti (Padova) |

|            |           |                                       |
| Bergamo 4’ | Marcatori | 40’ Vinciarelli 50’ Cini 84’ Tardelli |

| Arbitro: | Casaburi (Napoli) |

|               |           |  |
| Luteriani 46’ | Marcatori |  |

| Arbitro: | Prato (Lecce) |

|  |           |              |
|  | Marcatori | 80’ Gravante |

| Ravenna 19 maggio 1974 34ª giornata | Ravenna        | 0 – 0 | Prato | Stadio Bruno Benelli\| Arbitro: \| Agate (Torino) \| |
| Arbitro:                            | Agate (Torino) |       |       |                                                      |

| Arbitro: | Artico (Bassano del Grappa) |

|                     |           |  |
| Chimenti 70’ (rig.) | Marcatori |  |

| Arbitro: | Grassi (Savona) |

|             |           |  |
| Bergamo 68’ | Marcatori |  |

| Arbitro: | Pieri (Genova) |

|  |           |                    |
|  | Marcatori | 58’ (rig.) Frisoni |

| Arbitro: | Serafino (Roma) |

|             |           |  |
| Frisoni 47’ | Marcatori |  |